# Fredo Santana
Fredo Santana, pseudonimo di Derrick Antonio Coleman (Chicago, 4 luglio 1990 – Los Angeles, 19 gennaio 2018), è stato un rapper statunitense.

## Biografia

### Carriera
Coleman ha iniziato a intraprendere la carriera musicale nel 2011, lavorando alla sua prima raccolta intitolata It's a Scary Site, che verrà poi messa sul mercato nel settembre 2012. Nel 2013 pubblica il suo primo album dal titolo Trappin Ain't Dead, che porta l'etichetta della Savage Squad Records.
È anche apparso nel videoclip della canzone di Drake Hold On, We're Going Home.
Nel settembre 2017 pubblica il suo secondo album intitolato Fredo Kruger 2, una sorta di continuazione del suo secondo mixtape Fredo Kruger, pubblicato nel 2013.

### Problemi di salute e morte
Già all'apice della sua carriera ha iniziato a fare uso di droghe e sostanze stupefacenti e fu dedito alla dipendenza da Xanax e lean. Coleman in un'intervista ha attribuito il suo consumo costante di droghe al trauma che ha subito nella sua infanzia, sostenendo di aver sofferto di disturbo da stress post-traumatico e rivolgendosi alle droghe come meccanismo di coping. Nel marzo 2017 fu ricoverato dopo aver riscontrato attacchi di convulsione. Dopo il persistere di queste convulsioni, nel maggio successivo gli è stata diagnosticata un'epilessia idiopatica. Venne nuovamente ricoverato nell'ottobre dello stesso anno dopo che venne ritrovato da un suo amico disteso sul pavimento di casa sua con il sangue che gli usciva dalla bocca. In ospedale gli venne diagnosticata un'insufficienza epatica.
La sera del 19 gennaio 2018 fu ritrovato privo di sensi nella sua casa del quartiere di Reseda a Los Angeles. La sua ragazza fu la prima a chiamare i soccorsi, i quali lo dichiararono morto poco dopo. Secondo gli esami autoptici, Coleman aveva subito un altro attacco epilettico dopo aver sviluppato alcune malattie cardiovascolari. La figura di Fredo Santana si va dunque ad aggiungere al cosiddetto club 27, quella cerchia di artisti tutti morti all'età di 27 anni.

## Vita privata
Era cugino del rapper Chief Keef. Aveva un figlio.

## Discografia

### Album in studio
- 2013 – Trappin Ain't Dead
- 2017 – Fredo Kruger 2

### Mixtape
- 2012 – It's a Scary Site
- 2013 – Fredo Kruger
- 2013 – Street Shit (con Gino Marley)
- 2013 – It's a Scary Site 2
- 2014 – Walking Legend
- 2015 – Ain't No Money Like Trap Money
- 2016 – Fredo Mafia
- 2017 – Plugged In